# 界溪河站
界溪河站是位于湖北省荆州市松滋市危水镇（近湖南澧县金罗镇界溪河村）的一个铁路车站，邮政编码415505。车站建于1978年，有焦柳铁路经过该站，现仅办理货运业务，不办理客运业务。车站距离月山站808公里，隶属广铁集团，是五等站，本站及相邻上下行区间均为电气化区段。
该车站是广州铁路集团管界内最北端的车站。